# Coenodomus
Coenodomus é um gênero de mariposa pertencente à família Crambidae.